# Battaglia di Quartu
La battaglia di Quartu fu uno scontro militare della guerra sardo-catalana.

## La battaglia
Nell'autunno del 1353 l'esercito di Mariano IV di Arborea marciò verso il sud dell'isola e, occupata Quartu, iniziò l'assedio di Castel di Castro, capitale del regno di Sardegna aragonese. I governanti della città chiesero quindi soccorso all'ammiraglio della flotta aragonese Bernat de Cabrera, appena rientrato ad Alghero dall'Anglona.
Il Cabrera giunto a Cagliari dal nord dell'isola con dei rinforzi, accompagnato da Gilabert de Centelles i de Castellet, Olf de Pròixida, Ot de Montcada i de Montcada, Francesc de Perellós prese posizione presso Selargius; qui fu assalito dall'esercito arborense, composto da circa 200 cavalieri di Arborea, Planargia e Monteacuto e 8000 fanti, uscito con le armi in mano dalla villa di Quartu.
Lo scontro si risolse con una vittoria aragonese che respinse l'esercito giudicale verso Quartu, sbaragliandolo.